# Andrew Wiles
Sir Andrew John Wiles (Cambridge, 1953. április 11. –) az Amerikai Egyesült Államokban élő angol matematikus. Legnagyobb tudományos eredménye a 350 évig nyitva álló nagy Fermat-tétel bizonyítása.

## Életpályája
Wiles sok éven keresztül dolgozott a nagy Fermat-tétel bizonyításán, mielőtt 1993-ban nyilvánosságra hozta. A bizonyítás hibásnak bizonyult, így Wiles két évre bezárkózott a házába, és 1995-ben a hibátlan bizonyítást publikálta. A Fermat-sejtés részben már előzőleg bizonyított volt, így Wilesnak a tétel páratlantermészetesszám-kitevőkre szóló részére kellett a bizonyítást megalkotnia. A bizonyítás olyan felfedezésre épül, amely Fermat idejében még nem volt ismert. A bizonyításért 2016-ban Abel-díjjal tüntették ki.